# Tiếng Khang Gia
Tiếng Khang Gia (tiếng Trung: 康家语; bính âm: Kāngjiāyǔ) là một ngôn ngữ Mông Cổ được nói ở huyện Tiêm Trát, châu tự trị dân tộc Tạng Hoàng Nam thuộc tỉnh Thanh Hải của Trung Quốc. Về mặt phân loại, tiếng Khang Gia dường như là một ngôn ngữ trung gian giữa tiếng Bảo An và tiếng Đông Hương (Santa). Người sử dụng ngôn ngữ này được chính phủ công nhận thuộc dân tộc Hồi.

## Âm vị học
Tiếng Khang Gia có chín nguyên âm.
|           | Trước | Trung | Sau |
| --------- | ----- | ----- | --- |
| Đóng      |       | ʉ     | u   |
| Gần đóng  |       | ɪ̈     |     |
| Đóng-giữa | e     |       | o   |
| Giữa      |       | ə     |     |
| Mở-giữa   |       |       | ɔ   |
| Mở        | a     |       |     |

|              |           | Đôi môi | Chân răng | Hậu chân răng | Vòm | Vòm mềm | Lưỡi gà | Thanh hầu |
| ------------ | --------- | ------- | --------- | ------------- | --- | ------- | ------- | --------- |
| Mũi          | Mũi       | m       | n         |               |     | ŋ       |         |           |
| Bật/ Tắc xát | vô thanh  | p       | t͡s        | t͡ʃ            |     | k       | q       |           |
| Bật/ Tắc xát | hữu thanh | b       | d͡z        | d͡ʒ            |     | g       | ɢ       |           |
| Xát          | vô thanh  | f       | s         | ʃ             |     |         | χ       | h         |
| Xát          | hữu thanh | v       | z         |               |     | ɣ       | ʁ       |           |
| Tiếp cận     | Tiếp cận  |         | l         |               | j   |         |         |           |
| Rung         | Rung      |         | r         |               |     |         |         |           |

## Tình trạng
Hầu như mọi người Khang Gia hiện nay đều nói tiếng phổ thông. Một vài người lớn tuổi cũng có thể nói tiếng Tạng, trong khi các học giả Hồi giáo (akhund) nói được tiếng Ả Rập. Mặc dù tiếng Khang Gia hiện được sử dụng trong các lĩnh vực hạn chế, nhưng người dân vẫn cảm nhận được sự đoàn kết khi nghe ngôn ngữ này, đặc biệt là ở nhà hoặc ở chợ.